# Мастер Шартра

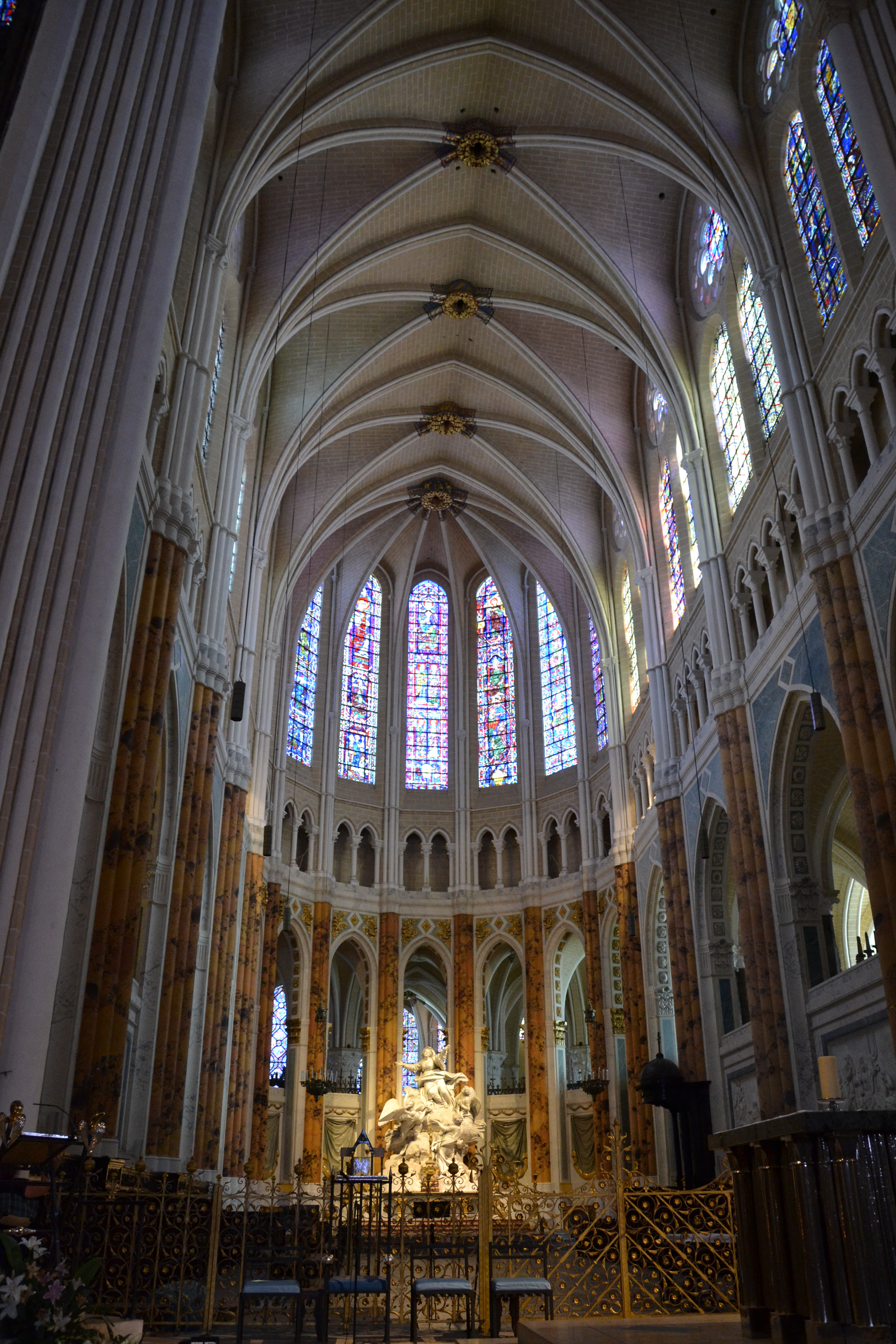
Основные элементы внутренней конструкции Шартрского собора — аркбутаны, трёхуровневые галереи, трифорий.

Ма́стер Ша́ртра (фр. Maître de Chartres; конец XII века) — условное именование анонимного французского архитектора, спроектировавшего и в основном построившего Шартрский собор во Франции.
Имя архитектора остаётся неизвестным. Предположительно, он мог быть уроженцем современного департамента Эна. Судя по тому, что строительство собора было начато в 1194 году и в основном закончено к 1230—1235 годам, он родился во второй половине XII века.
Мастером Шартра были переосмыслены архитектурные концепции его времени. Он изменил подход к проектированию внутреннего объёма собора, основным элементом которого стали повторяющиеся трёхуровневые галереи, в которых тяжеловесные опоры были заменены аркбутанами и удалены из конструкции. Высокие арки и окна имеют одну и ту же высоту. Опорные колонны каждой арки смыкаются, завершаясь замковым камнем, на который устремляется фокус конструкции. Повторяющийся горизонтально трифорий усиливает динамику вертикалей собора, создавая игру светотени на его стенах и завершая таким образом объём внутренней залы.
Несмотря на то, что Мастер Шартра не внёс существенных новшеств в архитектуру своего времени, он замечательно скомпоновал изобретения своих предшественников и современников.